# NGC 7525-1
NGC 7525-1 is een elliptisch sterrenstelsel in het sterrenbeeld Pegasus. Het hemelobject werd op 3 november 1864 ontdekt door de Duitse astronoom Albert Marth.

## Synoniemen
- MK 316
- ZWG 431.19
- NPM1G +13.0560
- IRAS 23111+1344
- PGC 70731